# أحمد العدساني
أحمد العدساني ، (1938) م، سياسي كويتي ، ووزير سابق في الحكومة الكويتية من عام (1991 وحتي 1994) ، وهو والد النائب رياض العدساني.

## نبذة مختصرة
المهندس أحمد محمد صالح العدساني من مواليد القبلة - الكويت عام 1938م ، تولي منصب وزير الكهرباء والماء في 2 ابريل 1991 وحتي 13 ابريل 1994 ، كما تولي منصب وزير الأشغال العامة من 17 أكتوبر 1992 الي 13 أبريل 1994.

## وصلات خارجية
أحمد محمد صالح العدساني